# ستيفن بارون جونسون
ستيفن بارون جونسون (بالإنجليزية: Stephen Baron Johnson)‏ هو فنان ورسام أمريكي، ولد في 4 نوفمبر 1972 في ليكلاند في الولايات المتحدة.